# Hartsville (Tennessee)
Hartsville is een plaats (town) in de Amerikaanse staat Tennessee, en valt bestuurlijk gezien onder Trousdale County.

## Demografie
Bij de volkstelling in 2000 werd het aantal inwoners vastgesteld op 2395.

## Geografie
Volgens het United States Census Bureau beslaat de plaats een oppervlakte van
9,2 km², geheel bestaande uit land. Hartsville ligt op ongeveer 186 m boven zeeniveau.

## Plaatsen in de nabije omgeving
De onderstaande figuur toont nabijgelegen plaatsen in een straal van 28 km rond Hartsville.